# Mount Magnet
Mount Magnet – miasto w Australii, w stanie Australia Zachodnia.